# Demáti (Héraklion)
Demáti, en grec moderne : Δεμάτι, est un village du dème de Minóa Pediáda, en Crète, en Grèce. Selon le recensement de 2011, la population de Demáti compte 391 habitants. Il est situé à une altitude de 200 m et à 53,8 km de Héraklion.